# Aksamitka (jaskinia)
Aksamitka, czyli Mleczna Dziura (słow. Aksamitka, Mlečna diera, Mlečna džura) – największa jaskinia w całych Pieninach. Znajduje się w słowackich Pieninach, w Haligowskich Skałach w miejscowości Haligowce. Jej wlot znajduje się pod Czerwoną Skałą, na wysokości 756 m n.p.m. Jest to jaskinia krasowa o mniej więcej poziomych korytarzach łącznej długości 335 m i deniwelacji 18 m. W rozszerzeniach mają one szerokość do 20 m i wysokość do 8 m. Skromną szatę naciekową tworzą polewy i drobne, cienkie („makaronowe”) stalaktyty mlecznobiałej barwy (stąd „Mleczna”).
Miejscowej ludności jaskinia znana była od dawna. Prawdopodobnie z tej jaskini pochodził szkielet „młodego smoka”, który Johann Paterson Hain w latach 60. XVII w. dostarczył Rakoczemu. Dzisiaj wiemy, że był to szkielet niedźwiedzia jaskiniowego. Znajdywane czasami w jaskiniach kości tego prehistorycznego, wymarłego gatunku były w owych czasach bardzo cenione przez ówczesnych czarowników i guślarzy.
Od miejscowej ludności dowiedziała się o tej jaskini z „kościami smoków” w 1751 wiedeńska ekspedycja naukowa, prowadzona przezJakoba Buchholtza. Z końcem XIX w. rozpoczęto naukowe badania tej jaskini. W 1874 r. prowadził je Mathias Badányi (ich opis w czasopiśmie Archaeologiai Értesito był pierwszą naukową publikacją z badań jaskiń na Słowacji), a w 1879 r. Samuel Roth. Odkryto w niej wówczas pozostałości dawnych obozowisk sprzed 35 tysięcy lat z górnego paleolitu, a także pierwsze na terenie Słowacji paleolityczne kościane narzędzia. Kolejne badania potwierdziły okresowe zamieszkanie jaskini przez człowieka już w czasach nowożytnych, tj. w XIV i XV wieku. Obecność ludzi w jaskini w XV w. stwierdzona badaniami odpowiada miejscowej tradycji, według której mieli się w niej ukrywać taboryci Piotra Aksamita. Jaskinia była badana również przez Józefa Madeja, polskiego specjalistę od jaskiń. Nadał on różnym jej częściom nazwy, np. Organ, Pomnik Dietla i in.
Z czasem jaskinia stała się sławna i często odwiedzana była przez kuracjuszy uzdrowiska w Szczawnicy. Polska poetka Jadwiga Łuszczewska w 1860 pisała: ściany są tak białe, jakby wyłożone runem nowotarskich owiec, a woda, co się z nich ukropla spada jak mleko biała, i kamieniejąc z wiekiem tworzy kolumny.... Bogate dawniej nacieki zostały jednak zniszczone przez zwiedzających. Nie występuje też w jaskini dawniej dość liczny nietoperz podkasaniec wąskoskrzydły, nadal zimują tutaj jeszcze inne ich gatunki: podkowiec mały i nocki (w 1994 naliczono ich tutaj 170 sztuk).

## Ochrona jaskini
W przeszłości istniał szlak turystyczny prowadzący do jaskini, jednak zwiedzający Aksamitkę nadmiernie niszczyli jej szatę naciekową i niepokoili przebywające w niej nietoperze. W 1976 r. jaskinia została objęta ochroną jako chránený prírodný výtvor, po czym szlak zlikwidowano. W 1996 roku została uznana za narodowy pomnik przyrody (národná prírodná pamiatka). Obecnie cały obszar Haligowskich Skał jest obszarem ochrony ścisłej w granicach PIENAP-u. Wejście do jaskini zostało zabetonowane i zamknięte stalowymi drzwiami.